# Fjodor Tsjalov
Fjodor Nikolajevitsj Tsjalov (Russisch: Фёдор Николаевич Чалов) (Moskou, 10 april 1998) is een Russisch voetballer die doorgaans als aanvaller speelt. Hij stroomde in 2016 door vanuit de jeugd van CSKA Moskou. Tsjalov debuteerde in 2019 in het Russisch voetbalelftal.

## Clubcarrière
Tsjalov is afkomstig uit de jeugd van CSKA Moskou. Op 6 november 2016 maakte hij zijn eerste optreden voor de club in de bekerwedstrijd tegen Jenisej Krasnojarsk. Op 6 november 2016 speelde hij zijn eerste competitiewedstrijd tegen Amkar Perm. Op 3 december 2016 maakte Tsjalov zijn eerste competitietreffer, tegen FK Oeral.

## Clubstatistieken
| Seizoen     | Club        | Competitie   | Competitie | Competitie | Beker | Beker | Internationaal | Internationaal | Totaal | Totaal |
| Seizoen     | Club        | Competitie   | Wed.       | Dlp.       | Wed.  | Dlp.  | Wed.           | Dlp.           | Wed.   | Dlp.   |
| ----------- | ----------- | ------------ | ---------- | ---------- | ----- | ----- | -------------- | -------------- | ------ | ------ |
| 2016/17     | CSKA Moskou | Premjer-Liga | 15         | 6          | 1     | 0     | 2              | 0              | 18     | 6      |
| 2017/18     | CSKA Moskou | Premjer-Liga | 20         | 6          | 1     | 0     | 10             | 1              | 31     | 7      |
| 2018/19     | CSKA Moskou | Premjer-Liga | 30         | 15         | 0     | 0     | 6              | 2              | 36     | 17     |
| 2019/20     | CSKA Moskou | Premjer-Liga | 17         | 5          | 2     | 0     | 5              | 1              | 24     | 6      |
| Club totaal | Club totaal | Club totaal  | 82         | 32         | 4     | 0     | 23             | 4              | 109    | 36     |

Bijgewerkt t/m 30 november 2019

## Interlandcarrière
Tsjalov kwam uit voor meerdere Russische nationale jeugdelftallen. Hij debuteerde op 21 maart 2019 in het Russisch voetbalelftal, in een met 3–1 verloren kwalificatiewedstrijd voor het EK 2020 in en tegen België.